# Kaoliang
Kaoliang jiu (Hanyu Pinyin: gāoliáng jiǔ) (literalmente "licor de sorgo", a menudo llamado simplemente kaoliang o vino de sorgo) es un fuerte destilado de licor, a partir de fermentados de sorgo (que se llama gāoliáng en chino). Se hacen y se venden tanto en la China continental y Taiwán, y también es popular en Corea, donde se le llama goryangju (hangul: 고량주; hanja :高粱酒). Kaoliang de es un producto importante de las islas de Kinmen y Matsu, que están bajo la jurisdicción de Taiwán. Kaoliang tiene un rango de entre 38 y 63 por ciento de alcohol por volumen.

## Famosas marcas taiwanesas

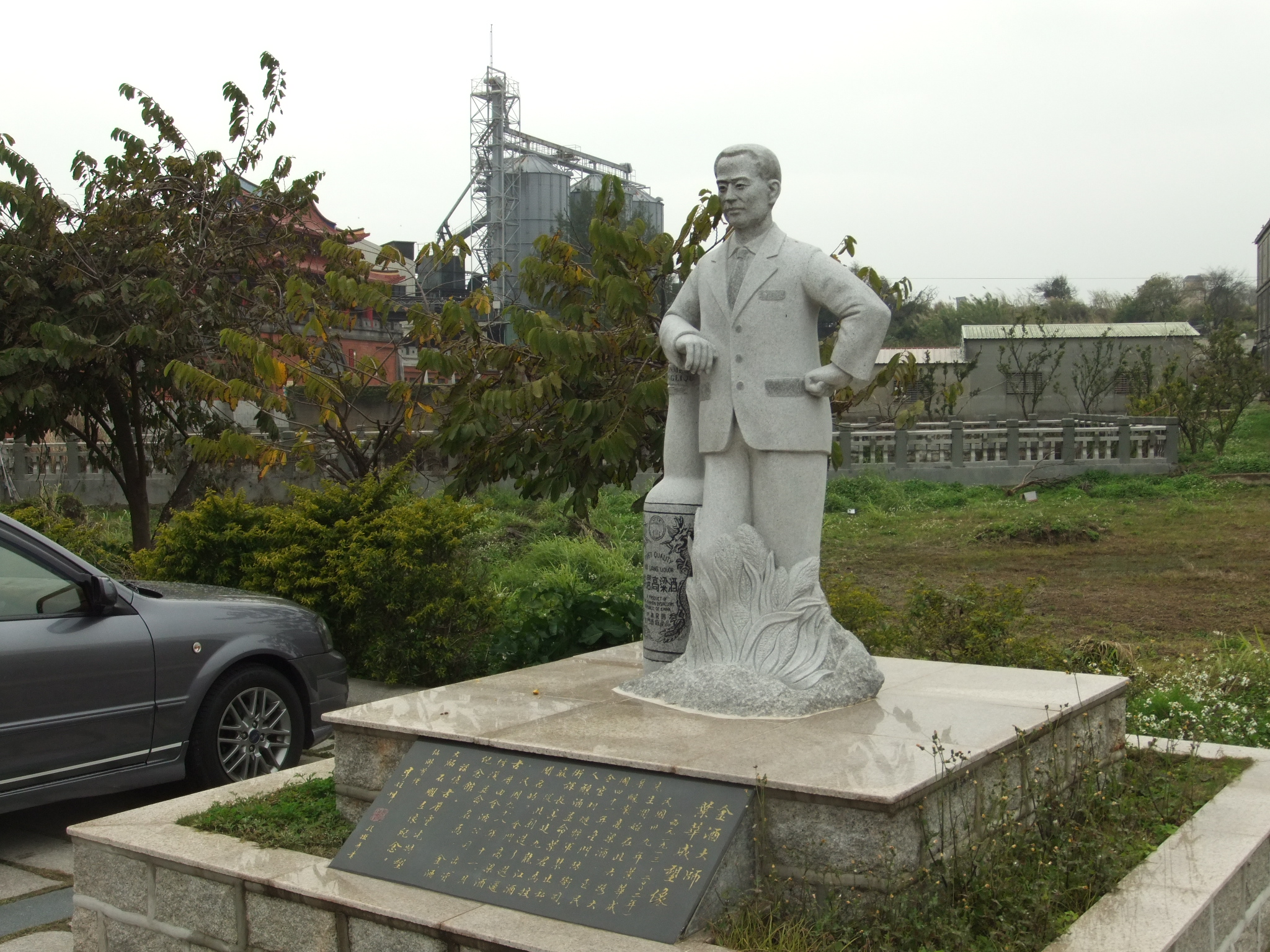
La destilería de vino de kaoliang en la isla Kinmén. In frente, el monumento á su fundador, Ye Huacheng

金门高粱酒 (Hanyu Pinyin: gāoliáng jiǔ Jinmen) es una de las marcas más populares de kaoliang en Taiwán. El nombre significa simplemente kaoliang Kinmen (Jinmen/ Kinmen medios Golden Gate). Como su nombre lo indica, se ha producido en la isla de Kinmen. Los pilares de la gama son el estándar de 58 por ciento y 38 por ciento de alcohol embotellado.
玉山高粱酒 (Hanyu Pinyin: gāoliáng jiǔ Yushan) es producida por el tabaco de Taiwán y la Corporación de Bebidas Alcohólicas. Lleva el nombre de la montaña más alta de Taiwán, Yu shan / Montaña de Jade. Uno de los productos más notables en la gama es un "XO" kaoliang edad de cinco años en los tanques antes de ser embotellado.
八八坑道高粱酒 (Hanyu Pinyin: ba kēngdào bā gāoliáng jiǔ) es producida por la destilería de Matsu en la isla de Nankan, parte del archipiélago de Matsu. El nombre se deriva del nombre de un túnel militar abandonado del que se hizo cargo la destilería como espacio de almacenamiento para sus años de vino de arroz y kaoliang. Significa "Túnel 88 kaoliang". Todos los destilados kaoliangs se almacenan en el túnel durante al menos cinco años.